# Den kongelige forholdsordre
Den kongelige forholdsordre (Officiel betegnelse: Anordning om forholdsordre for det militære forsvar ved angreb på landet og under krig),  er en kongelig anordning udstedt 6. marts 1952 af kong Frederik 9. der beskriver hvordan danske militære styrker skal forholde sig hvis de bliver angrebet af en fjende uden forudgående krigserklæring.
Anordningen tilskriver at et eventuelt angreb på dansk territorium eller en dansk militær enhed udenfor dansk territorium straks skal besvares uden at afvente nærmere ordrer via kommandovejen. Et angreb er desuden at betragte som en fuld mobilisering af Forsvaret, Hjemmeværnet og reserven. Personellet skal hurtigst muligt møde på deres designerede mødepladser - eller nærmeste danske/allierede enhed hvis det ikke er muligt at møde ved egen enhed.
Forholdsordren er et udspring af devisen "Aldrig mere en 9. april" efter 2. verdenskrig.
Danmark blev den 9. april 1940 invaderet og efterfølgende besat, Forsvaret ydede kun let modstand af forskellige årsager. Man ønskede efterfølgende at have en stående ordre til de militære styrker så disse ikke behøver at vente på at beslutningstagernes ordrer kom frem, men kunne reagere prompte på et eventuelt nyt angreb.